# Härnösands län
Härnösands län is een voormalige provincie in Zweden. De provincie bestond van 1645 tot 1654. Härnösands län ontstond uit Norrlands län op 5 september 1645. De provincie werd bestuurd vanuit Härnösand en bestond uit de landschappen Ångermanland, Medelpad en Jämtland. Op 13 maart 1654 ging Härnösands län samen met Hudiksvalls län. De naam van de provincie die ontstond uit deze samenvoeging is Västernorrlands län, deze provincie bestaat tegenwoordig nog steeds.